# 路易·德布罗意
第七代布罗意公爵路易·维克多·德布罗意（法語：Louis Victor de Broglie，1892年8月15日—1987年3月19日）是法國物理學家，法國外交和政治世家布罗伊公爵家族的後代。从1928年到1962年在索邦大學擔任理論物理學教授，1929年因發現了電子的波動性，以及他對量子理論的研究而獲諾貝爾物理學獎。1952年獲聯合國教科文組織頒發的卡林加獎。1944年，德布羅意膺選為法蘭西學術院第一席位的院士，是第十六位得到此殊榮的人士。他也是法國科學院的永久秘書。

## 生平
路易·德布羅意生於法国濱海塞納省的迪耶普。父親是第五代布羅意公爵維克多·德布羅意，母親是。路易是家裡最年幼的兒子。路易的哥哥摩里斯·德布羅意後來也成為一位很有成就的物理學家。當路易才十四歲的時候，他的父親就過世了。摩里斯繼承為第六代布羅意公爵。教養弟弟的責任就落在摩里斯身上。摩里斯是一位很好的哥哥。他給路易去巴黎最好的貴族學校詹森薩伊中學讀書。
路易天資聰穎，記憶力超群，讀書過目不忘。在法文、歷史、物理、哲學、這些不同的領域，他都能得到很好的成績。中學畢業後，他進入了索邦大學就讀。那時，他並不清楚應該主修哪個科目。最初，他選擇了歷史。後來，又轉為主修法律。一直到他讀了昂利·龐加萊的兩本鉅著，《科學和假設(La Science et l'Hypothèse )》與《科學的價值(La Valeur de la Science))》，他才認知物理學是他的最愛，開始專心研讀理論物理。1913年，他得到了學士學位。
1914年，第一次世界大戰爆發。德布羅意正在陸軍服役。剛開始，他被派到當坑道工兵。很快地，性情活潑的他，對於這刻板僵硬，缺乏變化的生活，覺得枯燥無味，難以忍受。經過哥哥運用人脈關係，他被轉派去艾菲爾鐵塔的陸軍無線電部門做通訊兵。閒暇時間，還可以思考關於無線電的技術問題。對於日後的科學研究有很多實用價值。
1919年，退役後，德布羅意又回返索邦大學，繼續先前的理論物理研究，立志拿到博士學位。他參加了保羅·朗之萬主講的一個關於量子理論的專題討論會，又修了一堂關於相對論的課。那時，哥哥摩里斯正在研究x-射線光譜和光電效應。他時常在哥哥的實驗室裡幫忙，兄弟兩人共同發表了幾篇論文。
經過幾年的努力，德布羅意終於在1924年完成了博士論文《量子理論研究》(Research on the Theory of the Quanta)。在這篇論文裡，他詳細地解釋他所創建的的電子波理論。這包括了，根據阿爾伯特·愛因斯坦和馬克斯·普朗克對於光波的研究，而推論出來的關於物質的波粒二象性：任何物質同時具備波動和粒子的性質。由於論文的題目與內容相當先進，讓當時許多學者都直搖頭，因為這份報告的創造了一個新觀念，而德布羅意的老師朗之萬其實也很難相信這個論點，但論文的內容實在是太過讓人驚嘆，不能確定是否有瑕疵，所以寄給愛因斯坦一份，尋求他的意見。愛因斯坦那時候很忙，正在研究玻色-愛因斯坦統計，抽不出時間仔細閱讀，只能稍微翻了一下。立刻，他意識到這論文很有重量，樂意為波粒二象性背書，興奮地回信：「他已經掀起了面紗的一角」！並且將論文送去柏林科學院，因而使得這理論廣知於物理學界。德布羅意獲得了夢寐以求的博士學位。後來，埃爾溫·薛丁格從這篇論文裡，得到很多寶貴的靈感。既然電子是波動，那麼，甚麼是電子的波動方程式？兩年後，薛丁格發表了薛丁格方程式，也從此開啟了量子力學的新紀元。
1927年，柯林頓·戴維森與雷斯特·革末將電子射向鎳晶體，發現其繞射圖譜和布拉格定律（這原是用於X射線的）預測的一模一樣。這證實了德布羅意的電子波理論正確無誤。因為這歷史性的發現，瑞典皇家科學院特別頒授德布羅意1929年的諾貝爾物理學獎。
德布羅意還試著發展一種理論，用因果關係來解釋波動力學。現代的量子力學理論大多建立於機率模型。在1950年代，大衛·波姆又加以琢磨，成為現在知名的德布羅意-玻姆理論。
於1933年，德布羅意成為法國科學院的院士，也是科學院從1942年開始的永久秘書。於1944年10月12日，他榮膺法蘭西學術院第一席位的院士。那時正當第二次世界大戰，德國納粹占領法國期間，很多院士或者過世，或被俘虜，學術院無法達到選舉所必需的最少二十位人數。但因這是特別時期，在參與的十七位院士都一致投贊成票的狀況之下，學術院接受了這選舉結果。已於1934年就被遴選為院士的哥哥摩里斯，在學術院歷史中，尚無前例地代表全院，歡迎路易成為新院士。
1945年，由於德布羅意的努力，使工業與科學緊密聯繫在一起，榮獲法國原子能委員會高級顧問。他於亨利·龐加萊研究所（Institut Henri Poincaré）建立了工程力學中心，於此進行光學、模控學以及原子能研究。德布羅意激勵了國際量子分子科學院的創立，並成為其早期會員。
1938年，因為德布羅意在理論物理學的傑出貢獻，德國物理學會頒給他最高榮譽馬克斯·普朗克獎章。1952年，由於德布羅意熱心教導民眾科學知識，聯合國教育、科學及文化組織授予他卡林加獎。1953年，當選為倫敦皇家學會的院士。1961年，又榮獲法國榮譽軍團大十字勳章。
1960年，路易的哥哥摩里斯過世，路易繼承為第七代布羅意公爵（7th duc de Broglie）。路易從未結婚，一輩子單身，有兩位忠心耿耿的隨從。他喜歡過平俗簡樸的生活，賣掉了貴族世襲的豪華巨宅，選擇住在平民小屋。他深居簡出，從來不放假，是個標準的工作狂。上班通勤，他喜歡步行，或搭巴士，不曾擁有私人汽車。對人彬彬有禮，他絕不發脾氣，是一位貴族紳士。1987年3月19日，德布羅意過世，高齡九十五歲。

## 主要理論

### 物質波
「我(1924年論文)的基本觀點如下：
隨著愛因斯坦在光波中引入光子，人們得知，光包含粒子，而這些(光)粒子是融入(incorporated into)波中的(光)能量的密集區。這一事實表明，所有粒子，譬如電子，必是經由其融入的波來傳遞。...
我的根本主張，是要把以光波和光子的實例被愛因斯坦於1905年發現的，波与粒子的共存性，拓展到全部的微觀粒子。」

「每一個具有質量 {\displaystyle m} 和速度 {\displaystyle v} 的物質粒子，必然有一個實在的波與之「關聯」，以如下方程的形式与動量相關：
{\displaystyle \lambda ={\frac {h}{p}}={\frac {h}{{m}{v}}}{\sqrt {1-{\frac {v^{2}}{c^{2}}}}}}
其中，{\displaystyle \lambda } 爲 波長, {\displaystyle h} 爲 普朗克常數, {\displaystyle p} 爲 動量, {\displaystyle m} 爲 靜止質量, {\displaystyle v} 爲 速度, {\displaystyle c} 爲 真空光速」

這個理論奠定了波動力學的基礎。它被愛因斯坦支持，由戴維森－革末實驗確證，並由埃尔温·薛定谔普適化。
然而，這種普適化的波動力學被詮釋爲統計性的，並不被德布罗意認同。他説：「粒子必定是一個內在周期運動之所在，以及，它必定在波中運行以便与波保持同相，這被現在的物理學家們無視了。他們錯誤地在沒有粒子定位的情況下考慮一個波的傳播，這和我本來的觀點完全相反。」
從一開始，德布罗意就認爲存在一個實在的波(此波具有直接的物理詮釋)与粒子相互關聯。
但現實的發展是，物質的波動面被薛丁格方程式定義的波函數表述，成爲一個具有概率性詮釋的純數學存在，沒有實在的物理成份來支撑。這個波函數給予物質一個“波動的表像”，沒有出現“實在的物理波”。
在當時不確定性原理和概率性詮釋風靡的背景下，德布罗意在1927年索爾威會議上提出的導航波理論受到强烈質疑和冷遇，他主張的思想沒有被廣泛認同，在隨後的二十多年間德布罗意中斷了導航波理論的發展。1952年，德布罗意的導航波觀點才被戴维·玻姆重新發掘並引入量子勢(Quantum potential)等概念，直到二十世紀七十年代後期，他們的工作才開始被更多人關注。德布罗意-玻姆理论是現在唯一給予物質波以實在狀態的詮釋，以及唯一重現量子力學預言的詮釋。
在重返相關領域然後直到生命的終末，德布罗意都一直致力於給物質波一個直接的實在的物理詮釋。在他逝世前不久發表的一篇文章的結語中，他寫道:
「這就是...運用雙解理論(Double Solution)及其熱力學擴展對波動力學進行詮釋的目前狀况。我想，當這個詮釋被進一步闡述、拓展、並最終修正它某些方面，將會帶來對波与粒子的真正共存有更好的理解，對此，目前的量子力學只給出統計性的結果，通常是正確的，但在我看來，是不完備的。」

### 電子的內在时钟之猜想
在他1924的論文中，德布罗意猜想電子具有一種內在「時鐘」，是某種機制的一部分，通過這種機制，導航波得以引導粒子。 後來David Hestenes提議這可能与埃尔温·薛定谔提出的顫動存在關聯。
驗證這個內在時鐘猜想以及測量其頻率的嘗試迄今未有定論。 最近的實驗數據至少与德布罗意的猜想相容。

### 物質的非零性与可變性
德布罗意認爲，中微子和光子具有非零的靜止質量，雖然極其微小。他理論的一致性需要給光子賦予一個非零質量。順帶一提，對光子零質量假說持否定態度使他對宇宙膨脹假說抱有疑問。
此外，他認爲粒子的真實質量不是恒定的，而是可變的，並且每個粒子可以比擬成一部熱力學裝置，該裝置等價于作用量的環路積分。

### 最小作用量原理的普適化
在他1924年論文的第二部分，德布罗意使用了力學的最小作用量原理的等價形式以及費馬的光學原理:

「費馬原理應用到相位波時等同於皮埃爾·莫佩爾蒂原理應用到運動物體，運動物體可能的軌迹等同於波可能的輻射線。」

這種等價在早一個世紀以前由哈密顿指出，並在1830年出版，但在那個時代，沒有實驗給涉及原子現象的物理基本原理提供證據。
直至最後，德布罗意都似乎是最致力於探求作用量元(dimension of action)(已由普朗克在20世紀初表明是唯一萬象包罗的量)以及熵元(dimension of entropy)的物理學者。

### 自然法則的二元性
跟主張「譲矛盾消失」(正如玻恩認爲可以用統計性的方法辦到)大不相同，德布罗意不但把波粒二重性推廣到所有粒子(和晶體)，還把二元性原则推廣到自然法則。
他最後的工作是運用熱力學和力學兩大物理系統的原理(熱力學、流體力學、哈密頓力學、波動力學等)構建了一個單一的理論體系(雙解理論(Double-solution)):
當波爾茲曼和他的后繼者發展了他們對熱力學的統計性詮釋，人們可能已經認爲熱力學是動力學的一個複雜的分支。
但是，根據我現有的觀點，動力學才是像是熱力學的簡單化分支。
我認爲，在過去這些年我引入量子理論的所有的觀點裡面，迄今爲止，這一個觀點才是最重要和最深刻的。
這個思想看起來和連續-不連續二元性(continuous–discontinuous duality)相符，因爲一旦假設了到連續極限(continuous limits)的轉換序列，其動力學就是其熱力學的極限狀態。這也和莱布尼茨的思想相近。莱布尼茨斷言了宗構原則(architectonic principle)在完善力學法則體系時的必要性。
但據他而言，相較之下，它顯露的二元性少於其一是其二之極限且總能量守恒的體系，正如在他的第一表達式中，左項屬于力學，而右項屬于光學:
{\displaystyle mc^{2}=h\nu }

### 光的中微子理論
這個理論提出，光子等價于兩個狄拉克中微子的融合。
它顯示，這兩個粒子的重心的運動遵循馬克士威方程組 -- 這暗示，中微子和光子都有非零的靜止質量，雖然極其微小。

### 孤立粒子的隱熱力學
孤立粒子的隱熱力學(Hidden thermodynamics of isolated particles)被德布罗意作爲重要組成引入到雙解理論體系(Double solution)中。它嘗試把費馬、莫佩爾蒂、卡諾的原理相結合。
在這個理論中，通過一個方程關聯起這僅有的兩個萬有元(universal dimension)，作用量變成熵的某種反面物:
{\displaystyle {{\text{action}} \over h}=-{{\text{entropy}} \over k}}
由此，這個理論在不確定性原理和作用量極值偏差、以及對應於熵减的偏差之間建立了關聯。

## 出版書籍
- Recherches sur la théorie des quanta（Researches on the quantum theory）,Thesis, Paris, 1924.
- Ondes et mouvements (Waves and Motions). Paris: Gauthier-Villars, 1926.
- Rapport au 5e Conseil de Physique Solvay. Brussels, 1927.
- La mécanique ondulatoire (Wave Mechanics). Paris: Gauthier-Villars, 1928.
- Matière et lumière (Matter and Light). Paris: Albin Michel, 1937.
- Une tentative d'interprétation causale et non linéaire de la mécanique ondulatoire: la théorie de la double solution. Paris: Gauthier-Villars, 1956.
  - English translation: Non-linear Wave Mechanics: A Causal Interpretation. Amsterdam: Elsevier, 1960.
- Sur les sentiers de la science (On the Paths of Science).
- Introduction à la nouvelle théorie des particules de M. Jean-Pierre Vigier et de ses collaborateurs. Paris: Gauthier-Villars, 1961. Paris: Albin Michel, 1960.
  - 英文翻譯版：Introduction to the Vigier Theory of elementary particles. Amsterdam: Elsevier, 1963.
- Étude critique des bases de l'interprétation actuelle de la mécanique ondulatoire. Paris: Gauthier-Villars, 1963.
  - 英文翻譯版：The Current Interpretation of Wave Mechanics: A Critical Study. Amsterdam, Elsevier, 1964.
- Certitudes et incertitudes de la science (Certitudes and Incertitudes of Science). Paris: Albin Michel, 1966.

## 參閱
- 德布羅意假說
- 物質波
- 波耳模型
- 不確定性原理

## 外部連結
- 路易·德布羅意學院
- 德布羅意博士論文英文翻譯版：德布羅意, 路易, , 1924, （原始内容存档于2004-12-12），翻譯者。
- 法蘭西學術院關於路易·德布羅意的簡介：, （原始内容 (法文)存档于2004-12-12）。